# 13 (Panic)
"13" is het eerste album van de Amsterdamse punkband Panic dat platenlabel Universe (subdivisie van Ariola) in 1978 uitbracht. Dit debuutalbum werd in het voorjaar van 1978 op rood-vinyl uitgegeven (UNIVERSE LS-7); de heruitgave kort hierop werd op zwart-vinyl uitgebracht (ARIOLA 26388 XOT). Binnen een jaar na het uitbrengen van het debuutalbum viel de band uiteen. In januari 2011 werd het album opnieuw uitgegeven door het New Yorkse platenlabel Sing Sing Records (Sing 023). Daar staan 12 songs op (Baby Please ontbreekt). Nadat in 2017 de naburige rechten teruggekocht zijn van platenmaatschappij Universe Productions en de Master Tape weer in bezit kwam, is in 2018 in eigen beheer (label DUH) het oorspronkelijke album "13" wereldwijd digitaal verspreid.

## Nummers
Side one
1. Jimmy (L: J.P.M. ten Seldam / M: J. Hellinga, J.P.M. ten Seldam)
2. Dead or alive (L: J.P.M. ten Seldam / M.J. van 't Hof)
3. It's my pain (L: M.J. van 't Hof, P. van Dijk / M: M.J. van 't Hof, P. van Dijk)
4. (so you're)Lost (L: M. van 't Hof / M: M.J. van 't Hof)
5. He can come (L: M.J. van 't Hof, J.P.M. ten Seldam, P. van Dijk, R. de Graaf / M: M.J. van 't Hof)
6. I wanna be loved (L: J.P.M. ten Seldam, J. Hellinga, V. Ide / M: J. Hellinga)

Side two
1. 13 (L: J.P.M ten Seldam / M: J.P.M. ten Seldam, M.J. van 't Hof)
2. Follo the trend (L: M.J. van 't Hof / M: M.J. van 't Hof)
3. 10 $ Pleasures (L: M.J. van 't Hof / M: M.J. van 't Hof)
4. Baby please (L: J.P.M. ten Seldam / M: J.P.M. ten Seldam)
5. For Bu(c)k (L: J.P.M. ten Seldam /M: P. van Dijk)
6. S.for Dic. (L: J.P.M. ten Seldam / M: M.J. van 't Hof)
7. Requiem for Martin Heidegger (L: J.P.M. ten Seldam / M: J.P.M. ten Seldam)